# Reprezentacja Eswatini w piłce nożnej mężczyzn
Reprezentacja Eswatini w piłce nożnej – narodowa reprezentacja Eswatini (do 2018 Suazi) w piłce nożnej, kierowana przez NFAS. W swojej historii nie odnotowała nigdy awansu do Mistrzostw Świata ani Pucharu Narodów Afryki.
Reprezentacja Suazi zajmowała 10 marca 2012 na kontynencie afrykańskim 46. miejsce.
Obecnym selekcjonerem kadry Eswatini jest Hendrik Pieter de Jongh.

## Udział wMistrzostwach Świata
- 1930 – 1966 – Nie brało udziału (było kolonią brytyjską)
- 1970 – 1990 – Nie brało udziału
- 1994 – 2022 – Nie zakwalifikowało się

## Udział wPucharze Narodów Afryki
- 1957 – 1968 – Nie brało udziału (było kolonią brytyjską)
- 1970 – 1982 – Nie brało udziału
- 1984 – Wycofało się z eliminacji
- 1986 – Nie zakwalifikowało się
- 1988 – Nie brało udziału
- 1990 – 1992 – Nie zakwalifikowało się
- 1994 – Nie brało udziału
- 1996 – Wycofało się z eliminacji
- 1998 – Nie brało udziału
- 2000 – 2012 – Nie zakwalifikowało się
- 2013 – Wycofało się z eliminacji
- 2015 – 2023 – Nie zakwalifikowało się